# Wladimir Turiansky
Wladimir Turiansky (Montevideo, 26 de enero de 1927 - Montevideo, 3 de diciembre de 2015) fue un político, sindicalista y escritor uruguayo. En 1972 fue elegido diputado por el Frente Amplio. Integró el Partido Comunista de Uruguay desde los años 1940 hasta 1998.

## Biografía
Nació en Montevideo en 1927. Sus padres eran comunistas rusos cuyas familias se exiliaron en Argentina en 1912, cuando aún eran niños. Se conocieron y se casaron en Buenos Aires, donde tuvieron una hija. Por razones políticas vivían entre Buenos Aires y Montevideo, donde nació Wladimir.
Terminó sexto año de primaria en Buenos Aires y con su familia se estableció en Montevideo. Se recibió en la UTU de técnico electricista en 1944. Se afilió a la Juventud Comunista antes de los 16 años. En 1945 regresó a Buenos Aires y trabajó como electricista en la construcción. Allí conoció a su esposa y con ella regresó a Montevideo en 1947.
Egresó de la Universidad de la República en 1956 con el título de ingeniero industrial. Ingresó a UTE en 1951 y fue despedido en 1968 cuando Jorge Pacheco Areco ordenó la militarización del organismo.
Fue delegado sindical del gremio de trabajadores de UTE (AUTE) y entre 1962 y 1973 integró y presidió la dirección del gremio en varias ocasiones. Participó de la fundación de la CNT (Convención Nacional de Trabajadores) y desde el primer congreso ordinario en mayo de 1969 integró el secretariado ejecutivo como uno de sus vicepresidentes, hasta que cayó preso en 1973. Integró su mesa representativa, el secretariado de la central y el comando de la huelga general contra la dictadura.
En 1970 pasó a integrar el Comité Central y el Comité Ejecutivo del Partido Comunista de Uruguay. En las elecciones de 1971 fue elegido diputado por el Frente Amplio (lista 1001) y ocupó el cargo hasta el golpe de Estado de 1973. A partir de 1975 se convirtió en preso político de la dictadura cívico-militar (1973-1985). Era el único exlegislador que continuaba preso cuando el 15 de febrero de 1985 asumió el parlamento elegido en las elecciones generales de 1984. La Asamblea General reclamó su liberación inmediata y el senador nacionalista Uruguay Tourné pidió que se liberaran a todos los presos políticos sin distinciones. Turiansky recién pudo salir del penal de Libertad quince días después, el 1 de marzo de 1985, cuando Julio María Sanguinetti asumió la presidencia.
Reingresó a UTE al retorno a la democracia y se jubiló en 1988. Fue miembro del partido Comunista hasta 1998. Integró el Plenario Nacional del Frente Amplio en representación de las bases de Montevideo.
Fue autor de varios ensayos sobre cuestiones sindicales y de historia y análisis de la izquierda uruguaya y su problemática. Fue uno de los pioneros en escribir sobre la historia del movimiento obrero uruguayo. En 2007 publicó su autobiografía titulada Una historia de vida.
Falleció en Montevideo el 3 de diciembre de 2015, a los 88 años.

## Obras
- La UTE y la crisis nacional (Biblioteca sindical del Centro de Estudiantes de Derecho, 1967)
- El movimiento obrero uruguayo (Ediciones Pueblos Unidos, 1973)
- Apuntes contra la desmemoria: recuerdos de la resistencia (Arca, 1988)
- El Uruguay desde la izquierda: una crónica de 50 años en la vida política y social (Cal y Canto, 1997)
- El socialismo y su crisis: preguntas, respuestas y propuestas (Orbe, 2000)
- Una historia de vida (Fin de Siglo, 2007)
- Los comunistas uruguayos en la historia reciente 1955-1991: su contribución al desarrollo de la conciencia social en años de crisis (Fin de Siglo, 2010)
- Frente Amplio, debate para la acción: Ideología y programa. El bloque social del cambio y sus fuerzas motrices (Trilce, 2013)